# Jewgienij Tiszczenko
Jewgienij Tiszczenko (ur. 15 lipca 1991 roku) – rosyjski bokser, mistrz olimpijski w wadze ciężkiej. Policjant oraz ochroniarz służb ochrony prezydenta.

## Życiorys

### Wczesne życie
Tiszczenko urodził się w miejscowości Kaniewskaja w okolicach Krasnodaru. Boks zaczął trenować w piątej klasie szkoły podstawowej. Trenuje pod okiem Iwana Lewiczewa. Na poziomie szkoły nie wykazał znaczących rezultatów, najlepszym osiągnięciem była nagroda na mistrzostwach Południowego Okręgu Federalnego.

### Mistrzostwa
W 2013 zdobył złoty medal na Letniej Uniwersjadzie oraz srebrny medal na mistrzostwach Świata 2013 w Ałmaty, przegrywając w finale z dwukrotnym srebrnym medalistą olimpijskim, Włochem Clemente Russo.
Startował na mistrzostwach Europy 2015 w Samokowie w Bułgarii, zdobywając złoto w kategorii wagi ciężkiej. W październiku powtórzył swój sukces, zdobywając złoto na mistrzostwach Świata 2015, pokonując w finale Kubańczyka Erislandy Savón.

### Igrzyska olimpijskie
Na Igrzyskach w Rio w 2016 roku zdobył złoty medal olimpijski, pokonując w finale Kazacha Wasilija Lewita. Jego wygrana wywołała falę kontrowersji, a sam zawodnik został wygwizdany. 

## Kariera zawodowa
W zawodowym  debiucie 19 sierpnia 2018 w Jekaterynburgu pokonał przed czasem w piątej rundzie Williamsa Ocando (19-7, 16 KO).